# Stephen W. Kearny

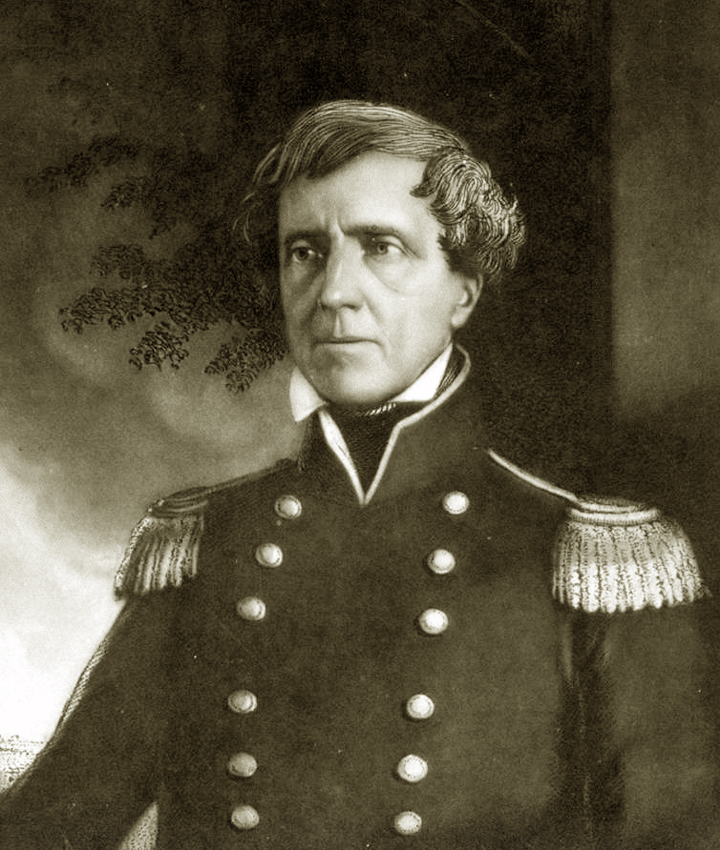
Stephen Watts Kearny

Stephen Watts Kearny (* 30. August 1794 in Newark, New Jersey; † 31. Oktober 1848 in St. Louis) war ein US-amerikanischer Offizier, dessen Name hauptsächlich mit militärischen Aktionen im Südwesten der USA und im Zusammenhang mit der Eroberung von Kalifornien in Verbindung gebracht wird. Er gilt auch als Vater der US-amerikanischen Kavallerie.

## Leben

### Frühe Jahre
Kearny wurde in Newark, New Jersey, geboren. Er besuchte öffentliche Schulen, trat während des Krieges von 1812 in die US-Armee ein und wurde First Lieutenant. Dort gelang es ihm nicht sich durchzusetzen. Aufgrund seines offensichtlich schlechten Verhaltens wurde ihm die Beförderung zum Captain (Hauptmann) verweigert. Kurzzeitig geriet er in britische Kriegsgefangenschaft.

### Im westlichen Grenzland
Unmittelbar nach dem Ende des für ihn wenig erfolgreichen Krieges wurde er dem westlichen Militärbezirk unter dem Kommando von General Henry Atkinson zugeordnet und 1813 zum Captain befördert. Er wurde 1819 Mitglied der sogenannten Atkinson Expedition, die das Gebiet um den Yellowstone River im heutigen Montana und Wyoming erforschen sollte. Die Expedition blieb aber im heutigen Nebraska stecken, wo sie das spätere Fort Atkinson gründete. 1823 wurde er Brevet-Major. Eine weitere Expedition führte ihn 1825 bis zur Mündung des Yellowstone Rivers. Während dieser Expeditionen führte Kearny Buch über die geografischen Gegebenheiten und die gewählten Routen.
1826 wurde er zum ersten Kommandeur der neuen Jefferson Barracks in St. Louis, Missouri ernannt. In dieser Zeit war er oft Gast von William Clark (der durch die Lewis-und-Clark-Expedition bekanntgeworden war). So lernte er auch dessen Stieftochter kennen, die er dann heiratete und mit der er elf Kinder hatte, die allerdings nicht alle das Erwachsenenalter erreichten. 1829 wurde er dann Major. 
In seiner Zeit in St. Louis reorganisierte er ab 1833 eine Dragoner-Einheit und verlieh ihr das Format, aus dem dann die klassische US-Kavallerie hervorging. Damals erhielt er auch seinen Spitznamen: „Vater der Kavallerie“. Das entstandene Regiment wurde 1836 unter seinem Kommando nach Fort Leavenworth in Kansas verlegt, gleichzeitig wurde Kearny zum Colonel (Oberst) befördert. Mit dieser Beförderung war der Oberbefehl über den dritten Militärbezirk verbunden, der die Aufgabe hatte, die westliche Grenze zu sichern und den Frieden unter den verschiedenen Indianerstämmen der Prärie zu erhalten.
Anfang der 1840er Jahre begann die Zeit der großen Trecks nach Westen, die auch durch das Gebiet seines Kommandobereichs führten. Er gewährte den Siedlern militärischen Geleitschutz gegen eventuelle Indianerüberfälle. Das wurde im Laufe der nächsten Jahrzehnte Bestandteil der offiziellen Militärmission der US-Armee. Entlang der Route ließ Kearny Militärposten und neue Forts errichten, um diese Aufgabe zu erleichtern. Dabei konnte er auf seine Aufzeichnungen aus den früheren Expeditionen zurückgreifen. Einer dieser Posten wurde nach ihm „Fort Kearny“ benannt. 1845 führte er erstmals eine Truppe der US Army zum South Pass in den Rocky Mountains.
Von Fort Kearny leiten sich die Namen der Stadt Kearney und des Kearney County in Nebraska ab.

### Der Krieg gegen Mexiko

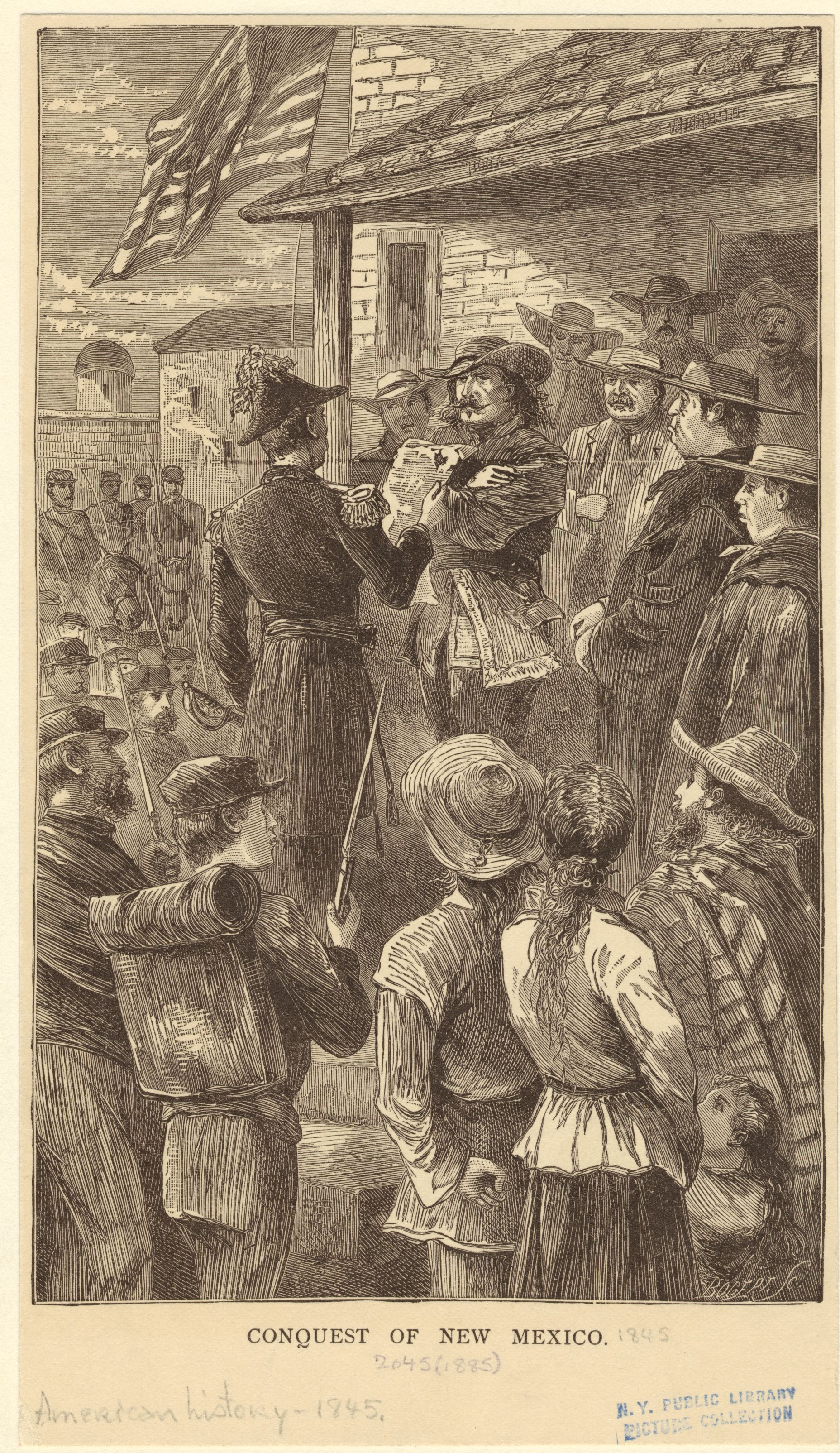
Kearny verkündet am 15. August 1846 in Las Vegas die Eingliederung New Mexicos in die Vereinigten Staaten

1846, bei Kriegsausbruch, wurde Kearny nunmehr als Brigadegeneral an der Spitze einer 1700 Mann starken Truppe nach Santa Fe im heutigen New Mexico beordert. Sein Auftrag war es, dieses Gebiet zu besetzen und zu verwalten. Am 18. August 1846 wurde er zum Militärgouverneur ernannt. Er versprach die Einsetzung einer zivilen Regierung binnen eines Monats.
Nach dem Ende seiner Mission in Santa Fe erhielt er am 25. September den Befehl, mit 300 Mann nach Kalifornien zu marschieren. Da seine Truppe nun erheblich schwächer war, wurde der Vormarsch durch feindliche Angriffe behindert. Erst der Zusammenschluss mit den Marinestreitkräften des Commodore Stockton führte nach einigen siegreichen Schlachten Ende 1846 und im Verlauf von 1847 zur Einnahme von ganz Kalifornien.
Nachdem die Kämpfe um Kalifornien beendet waren, entwickelte sich ein Kompetenzstreit um die Führung des neuen Gebiets. Kearny als ranghöchster Armeesoldat beanspruchte für sich das Oberkommando über Kalifornien. Diesen Anspruch erhob aber auch Commodore Stockton. Erschwerend kam hinzu, dass die mexikanischen Truppen weder vor Stockton, noch vor Kearney, sondern vor Stocktons Assistenten John Charles Fremont kapituliert hatten. Daher ernannte Stockton Fremont zum Militärgouverneur von Kalifornien. Kearny widersetzte sich diesem Vorgehen, ersuchte Hilfe in Washington und ließ Fremont verhaften und vor ein Militärgericht stellen. Dieser wurde zwar verurteilt, aber von Präsident James K. Polk umgehend begnadigt. Kearny wurde nun allerdings Militärgouverneur von Kalifornien. 

### Gouverneur von Kalifornien und letzte Lebensjahre
Kearny blieb zunächst Gouverneur von Kalifornien. Dann wurde er nach Fort Leavenworth zurückbefohlen. Anschließend wurde er Militärgouverneur von Vera Cruz und Mexiko-Stadt. Im September 1848 wurde ihm gegen den Widerstand von Senator Thomas Hart Benton (Fremonts Schwiegervater) der Brevet-Rang eines Generalmajors verliehen. Kearny konnte seinen neuen Rang aber nicht lange genießen. Bereits einen Monat später starb er in St. Louis an einer Tropenkrankheit, die er sich in Vera Cruz zugezogen hatte.